# تي دبليو إيه الرحلة 847

الخاطفان في الطائرة

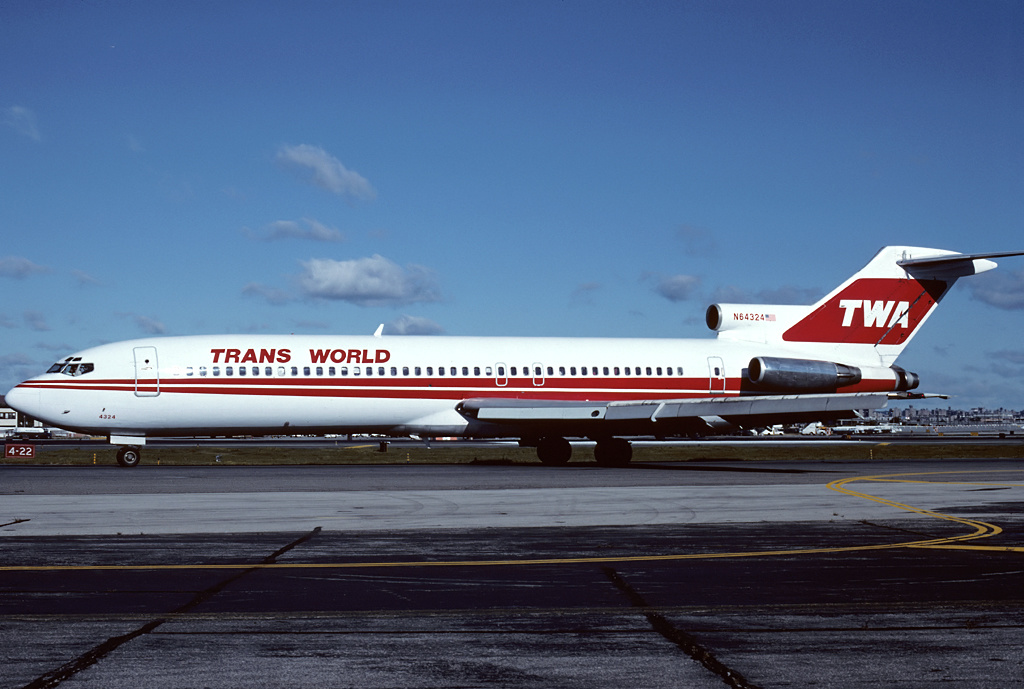
طائرة تي دبليو آي الرحلة 847

عملية اختطاف طائرة تي دبليو أي الرحلة 847 عملية تبنتها وقام بها مجموعة أطلقت على نفسها «منظمة المضطهدين في الأرض» الذي يعتقد وحسب وكالة المخابرات الأمريكية إنها كانت على صلة بحزب الله، تمت العملية في 14 يونيو 1985 في يوم الجمعة واستهدفت طائرة لشركة تي دبليو أي كانت من المقرر ان تقوم برحلة من أثينا إلى روما. استغرقت العملية أسبوعين قتل خلالها مسافر من الولايات المتحدة. انطلقت الطائرة في رحلتها في تمام الساعة 10:10 صباحاً وهي تحمل على متنها 153 مسافرا وبعد فترة قصيرة من الإقلاع أصدر شخصان أوامرهما لقبطان الطائرة بتغيير وجهة الرحلة إلى الشرق الأوسط مستعملين مسدسات تمكنوا من تهريبها عبر نقاط التفتيش في المطار.
توقفت الطائرة المختطفة لعدة ساعات في مطار بيروت وتمت هناك عملية تبديل 19 مسافر مقابل التزود بالوقود للطائرة وكانت هذه أول عملية تبديل للمسافرين. طارت بعدها الطائرة وكانت نقطة توقفها الثانية هي مطار العاصمة الجزائر حيث تم إطلاق سراح 20 مسافراً وتوجهت الطائرة بعدها إلى بيروت مرة أخرى وفي مطار بيروت قام المختطفون بقتل مسافر أمريكي كان غواصاً في القوات البحرية الأمريكية وقاموا برمي جثته إلى مدرج المطار. في مطار بيروت انضم مسلحون آخرون للجماعة المختطفة للطائرة وأقلعت الطائرة بعدها مرة ثانية إلى الجزائر في 15 يونيو 1985 حيث تم إطلاق سراح 65 مسافر آخر لتعود الطائرة بعدها للمرة الثالثة إلى مطار بيروت.
تلخصت مطالب المختطفين بإطلاق سراح الأسرى اللبنانيين في إسرائيل وشجب عالمي لتدخل إسرائيل واحتلالها للجنوب اللبناني عقب غزو لبنان 1982 مع شجب مماثل لدور الولايات المتحدة في شؤون لبنان. تم توجيه أصابع الاتهام بتنفيذ عملية اختطاف الطائرة إلى عماد فايز مغنية وحسن عز الدين وعلي عطوة ومحمد علي حمادي، واستناداً إلى وكالة المخابرات الأمريكية فإن جميعهم كانوا أعضاء في حزب الله. تمكنت المخابرات اليونانية من القبض على علي عطوة قبل ركوبه الطائرة وتم تبديله إطلاق سراحه في صفقة مع المختطفين مقابل 8 مسافرين يونانيين كانوا على متن الطائرة. وفي 17 يونيو 1985 تمكن نبيه بري رئيس حركة أفواج المقاومة اللبنانية - أمل من التوسط وإطلاق سراح 40 مسافر وبقي 39 مسافرا محتجزين إلى 30 يونيو 1985 إلى ان تم إطلاق سراحهم ونقلهم إلى ألمانيا.

## مصدر
1. ↑  "معلومات عن تي دبليو إيه الرحلة 847 على موقع britannica.com". britannica.com. مؤرشف من الأصل في 2019-09-02.
2. ↑  "معلومات عن تي دبليو إيه الرحلة 847 على موقع id.loc.gov". id.loc.gov. مؤرشف من الأصل في 2019-12-15.
3. ↑  "معلومات عن تي دبليو إيه الرحلة 847 على موقع aviation-safety.net". aviation-safety.net. مؤرشف من الأصل في 2019-04-02.

## وصلات خارجية
- FBI Most Wanted Terrorists at fbi.gov web site
- Top Hezbollah militant slain
- John Testrake, 68, TWA pilot who became hero in hijacking